# Taterillus
Taterillus är ett släkte i underfamiljen ökenråttor med cirka åtta arter som förekommer i Afrika.

## Utseende
Arterna liknar andra ökenråttor och kännetecknas av en lång svans och långa öron. De når en kroppslängd (huvud och bål) av 10 till 14 cm, en svanslängd av 14 till 17,5 cm och en vikt omkring 50 gram. På ryggen har pälsen en färg som varierar mellan rödbrun, gulbrun till mörkbrun, ibland med olivgröna skuggor. Färgen blir ljusare på sidorna, buken samt extremiteterna är vitaktiga. Den långa svansen har en tydlig tofs och är mörkare vid slutet. Taterillus skiljer sig från släktet Gerbilliscus genom några hår på fotsulan.

## Ekologi
Dessa ökenråttor vistas främst i torra busksavanner men de kan även hittas i torra och fuktiga skogar. De bygger underjordiska bon och är främst aktiva på natten. Födan utgörs vanligen av frön och insekter. Varje individ har ett eget revir men territorier av hannar och honor överlappar varandra.
Fortplantningssättet är främst känt från arten Taterillus pygargus. Där föds ungarna mellan september och mars vid fuktigt väder. Honor kan ha flera kullar under tiden. Dräktigheten varar cirka tre veckor och per kull föds i genomsnitt fyra ungar. Ungar som lämnade sin moder etablerar efter tre till fem månader ett eget revir.

## Arter, utbredning och status
Enligt IUCN:s rödlista skiljs mellan åtta arter. Alla arter bedöms som livskraftig (LC).
- Taterillus arenarius lever i västra Afrika från Nigers västra hörn till Atlanten i Mauretanien.
- Taterillus congicus hittas huvudsakligen i Centralafrikanska republiken samt i angränsande stater.
- Taterillus emini förekommer i östra Afrika från centrala Sudan till norra Tanzania.
- Taterillus gracilis lever i västra Afrika från västra Tchad till Senegal.
- Taterillus lacustris är endemisk för Nigers nordöstra hörn och norra Kamerun.
- Taterillus petteri hittas i Burkina Faso, södra Mali och västra Niger.
- Taterillus pygargus har två från varandra skilda utbredningsområden, en i Senegal och en i sydvästra Niger.
- Taterillus tranieri är känd från södra Mauretanien och angränsande delar av Mali.

Taterillus harringtoni som andra auktoriteter betraktar som självständig art räknas av IUCN som underart till Taterillus emini.